# نبضة كهرطيسية

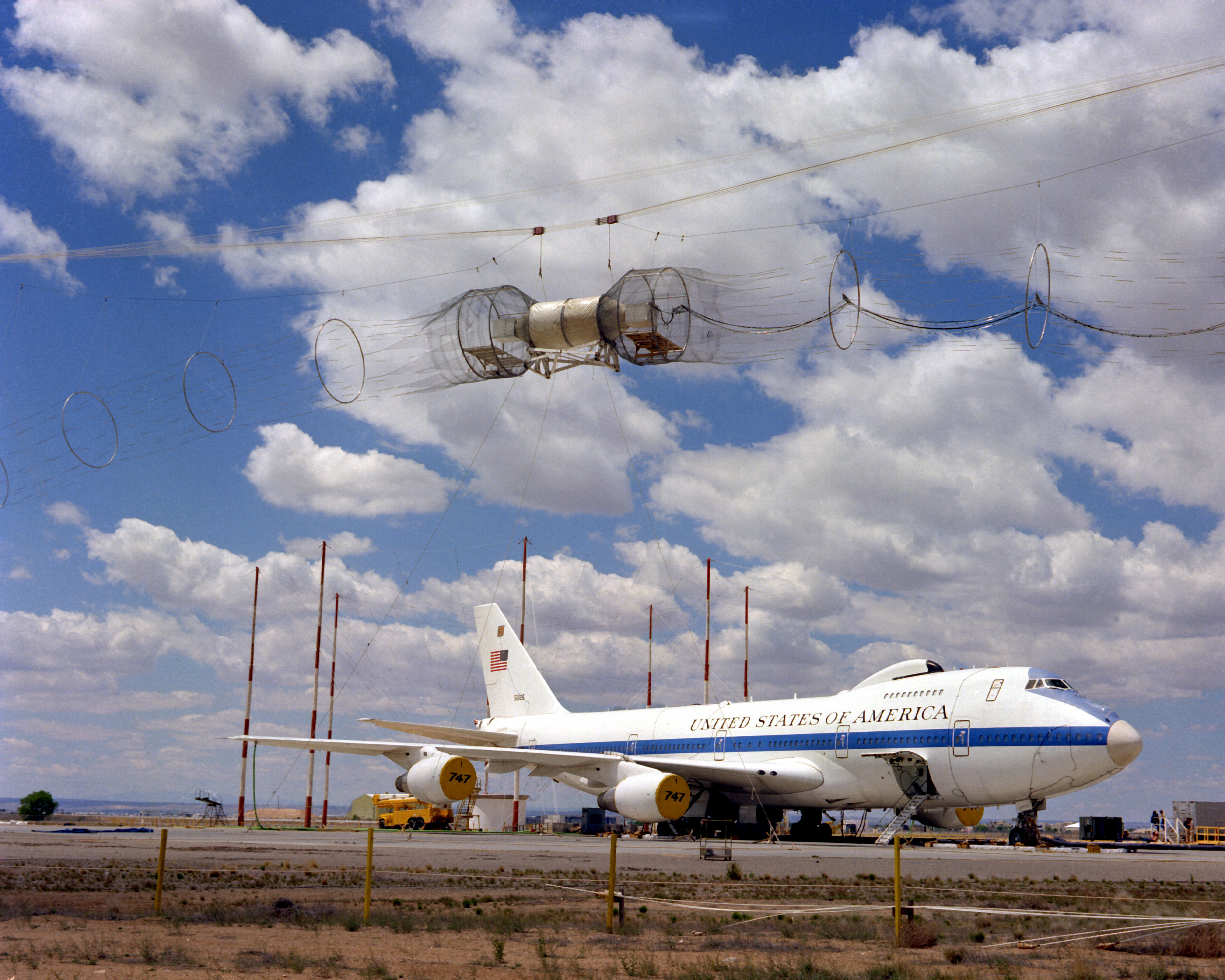

النبضة الكهرطيسية - EMP مصطلح يطلق على نوع من الانفجار الكهرومغناطيسي الاشعاعي الذي ينشأ بسبب انفجار (تفجير بسلاح نووي غالباً) و\أو من تقلبات مفاجئة في المجال المغناطيسي.
يمكن الاستفادة من التغيرات السريعة في الحقول الكهربائية في بعض الأنظمة الكهربائية لتدمير عناصرها الإلكترونية بتأثير انهيار الجهد.

## القنبلة الكهرطيسية
القنبلة الكهرطيسية (بالإنجليزية: electromagnetic bomb) أو القنبلة الإلكترونية هي سلاح تهدف إلى تعطيل الأجهزة الإلكترونية من خلال النبضة المغناطيسية الكهربائية الكبرى (النبض الكهرومغناطيسي) التي يمكنها التداخل مع الأجهزة الكهربائية / والإلكترونية ونظم تشغيلهم لإلحاق أضرار فيهم وإصابتهم بالتلف.
وعادة ما تكون آثارها لا تتجاوز 10 كم من الانفجار إذا لم تكن مقترنة بقنبلة نووية أو أن تكون مصممة خصيصا لإنتاج النبضة الكهرطيسية الهائلة. إذا انفجرت أسلحة نووية صغيرة على علو شاهق يمكنها التسبب في نبضة قوية كهرطيسية بما يكفي لتعطيل أو إلحاق ضرر بالإجهزة الإلكترونية لعديد من الأميال من مكان الانفجار. والنبضة النووية الكهرطيسية تتأثر بالمجال المغناطيسي للأرض حيث يتغير انتشار طاقتها بحيث ينتشر قليل إلى الشمال، ويكون الانتشار في اتجاه الشرق، والغرب، والجنوب من مكان وقوع الانفجار. ويمكن أن يؤدي إلى ارتفاع الجهد إلى آلاف الفولتات للمتر الواحد من الطاقة الكهربائية في الكابلات، وقد تكون مستقطبة أو لا تكون. هذه الطاقة يمكنها الانتقال لمسافات طويلة على خطوط الكهرباء وعن طريق الهواء.
اعتبرت القنبلة الكهرطيسية أخطر ما يهدد البشرية اليوم، لأنها من الأسلحة التي التي تهاجم الضحايا من مصدر مجهول يستحيل أو يصعب رصده مثل الأسلحة البيلوجية والكميائية.. والكهرطيسية.. وبالتحديد أسلحة موجات «المايكرو» عالية القدرة.
في زمن قصير. تستطيع «القنبلة الكهرطيسية» أن تقذف بالحضارة والمدنية الحديثة مائتي عام إلى الوراء.. وكما ذكرت مجلة «Popular Mechanics» الأمريكية فإن أية دولة أو مجموعة تمتلك تكنولوجيا الأربعينيات تستطيع تصنيع هذه القنبلة.

## ظهورها
وقد ظهرت فكرة «القنبلة المغناطيسية» حينما رصد العلماء ظاهرة علمية مثيرة عند تفجير قنبلة نووية في طبقات الجو العليا.. أطلق عليها «التأثير النبضي الكهرومغناطيسي» (بالإنجليزية: The Electro Magnetic Pulse Effect).
تميزت بإنتاج نبضة كهرطيسية هائلة في وقت لا يتعدى مئات من النانو ثانية (النانوثانية = جزء من ألف مليون جزء من الثانية) تنتشر من مصدرها باضمحلال عبر الهواء طبقا للنظرية الكهرطيسية بحيث يمكن اعتبارها موجة صدمة (بالإنجليزية: Electromagnetic Shock Wave) ينتج عنها مجال كهرومغناطيسي هائل.. يولد - طبقا لقانون فراداى - جهدا هائلا قد يصل إلى بضعة آلاف وربما بضعة ملايين فولت حسب بعد المصدر عن الجهاز أو الموصلات أو الدوائر المطبوعة وغيرها المعرضة لهذه الصدمة الكهرطيسية. ويشبه تأثير هذه الموجه أو الصدمة - إلى حد كبير - تأثير الصواعق أو البرق.. وتصبح جميع أجهزة الكمبيوتر والاتصالات معرضة لتأثيرات خاصة وأن جميع مكونات هذه الأجهزة مصنعة من أشباه الموصلات ذات الكثافة العالية من أكسيد المعادن (MOS) تتميز بحساسية فائقة للجهد العالي العارض Transient.. بما يسفر عن انهيار هذه المكونات بواسطة التأثير الحراري الذي يؤدى إلى انهيار البوابات Gate Breakdown فيها. وحتى وسائل العزل والحماية الكهرطيسية المعروفة - وضع الدوائر داخل «شاسيه» معدني - فإنها لا توفر الحماية الكاملة من التدمير.. لأن الكابلات أو الموصلات المعدنية من وإلى الجهاز سوف تعمل كهوائي Antenna يقود هذا الجهد العالي العارض إلى داخل الجهاز.

## تأثيراتها
قد برزت خطورة وتأثيرات هذه القنبلة في حرب الخليج الثانية.. حيث استخدمتها الولايات المتحدة لأول مرة - كما ذكرت مجلة "News- Defense" في الأيام الأولى من الحرب.. وأمكن بواسطتها تدمير البنية الأساسية لمراكز التشغيل وإدارة المعلومات الحيوية مثل الرادارات وأجهزة الاتصال بالأقمار الصناعية وأجهزة الكمبيوتر والميكروويف والإرسال والاستقبال التليفزيوني. وكذا أجهزة الاتصال اللاسلكي بجميع تردداتها..
نذكر الأجهزة التي هي عرضة لضرر النبض الكهرومغناطيسي بالترتيب بحسب شدة حساسيتها، ثم ننتهي بالفئات التي تتأثر بها ضعيفا:
1. الدوائر المتكاملة، وحدات المعالجة المركزية، ورقائق السليكون.
2. الترنزستورات والثنائيات.
3. أدوات الحث، والمحركات الكهربائية.
4. الصمامات المفرغة: المعروفة أيضا باسم الصمامات الثرميونية
5. الأنابيب المغلفة بالمعادن يمكنها بسهولة البقاء بدون عطب

## محدودية السلاح وطرق الحماية منه
من المرجح أن تُدمر تكنولوجيا الترانزستور وهي المستهدفة، أما المعدات القديمة التي تعتمد على الصمامات الإلكترونية فتبقى سليمة لقدرتها على الاحتمال. بيد أن مختلف أنواع الترنزستورات واللوحات الإلكترونية المركبة تُظهر حساسية مختلفة للكهرطيسية؛ ثنائي الأقطاب والترنزستورات أقل حساسية من (بالإنجليزية: field-effect-transistor) أو (FETs) خاصة metal-oxide-metal-semiconductor flield-effect-transistor (MOSFET)ولحماية الأجهزة الإلكترونية الحساسة يجب وقايتها بقفص فاراداي (معدني) بحيث يوضع حول الجهاز لوقايته. وقد اقترح إعداد أقفاص فرداي لحالة الطوارئ ويمكن صنعها من الألومنيوم، وعلى الرغم منه فمفعول القفص سيغدو عديم الفائدة إذا مرت التوصيلات خارجه، مثل توصيلات الكابلات والهوائيات. فجميع الموصلات يجب أن تكون بمنأى عن التيارات المتسببة عن النبضة الكهرطيسية. ويجب وقاية المباني الحساسة، ووقاية أبوابها بوسائل واقية واستخدام (بالإنجليزية: gasketing) على الأبواب، وإيلاء اهتمام خاص للموصلات الخارجية، وإمدادات الطاقة الكهربائية فيجب أن تكون على عمق كبير تحت الإرض لكي لا تتأثر بالنبضة الكهرطيسية، وإذا كان الإمداد الكهربائي يرتبط بشبكة الكهرباء، فإن النبضة الكهرطيسية سوف ترسل طفرة جهد كبيرة تكفي لإحراق أسلاك الرصاص الواقية في الشبكة وفي اللوازم الحساسة والإلكترونيات التحكم.

## التاريخ
لوحظ تأثير النبضة المغناطيسية الكهربائية لأول مرة خلال التفجيرات التجريبية للأسلحة النووية. والتأثيرات الكهرمغنطيسية للأسلحة النووية لا تزال سرية في أغلب الأحيان والبحوث المحيطة بهم هي سرية للغاية. ويعتقد العسكريون والخبراء بصفة عامة أن استخدام قنابل كهرطيسية تعمل على زيادة الضغط على مصدر الطاقة، وإن فـُجرت قنبلة نووية صغيرة نسبيا (10 كيلوطن) بين 30 و300 ميلا في الغلاف الجوي يمكنها إرسال ما يكفي من القوة لالحاق الضرر بالإلكترونيات من الساحل إلى الساحل في الولايات المتحدة.
وقد أصدر فيلق المهندسين التابع للجيش في الولايات كراسة متاحة للجمهور في أواخر الأعوام التسعينيات (1990 -1999) يناقش بالتفصيل كيفية حماية منشأة ضد النبضة الكهرطيسية وارتفاع تواتر النبض الكهرومغناطيسي. وهو يصف كيفية وقاية أنابيب المياه، والهوائيات، والخطوط الكهربائية، وعمل برنامج للسماح لإدارة البيئية لدخول المبنى لإعطاء النصائح المتعلقة بسبل وقايته.
ووفقا لبعض التقارير، فإن البحرية الأمريكية استخدمت قنابل تجريبية الإلكترونية خلال حرب الخليج عام 1991. هذه القنابل تستخدم الرؤوس الحربية التي تحول الطاقة من المتفجرات التقليدية إلى نبض لإذاعة الطاقة. ([1]) كما ذكرت شبكة سي بي اس نيوز ان الولايات المتحدة اسقطت القنبلة الإلكترونية على التلفزيون العراقي أثناء غزو العراق عام 2003، لكن هذا لم يتأكد. [2]
وفي الاتحاد السوفياتي أجريت بحوثا كبيرة لإنتاج أسلحة نووية مصممة خصيصا لتفجيرات الغلاف الجوي العلوي، وهو قرار تلاها في وقت لاحق الولايات المتحدة والمملكة المتحدة في هذا المضمار. واوقف السوفيات في نهاية المطاف أي إنتاج كبير من هذه الرؤوس الحربية وخصوصا بعد توقيع اتفاقية نزع سلاح في عهد الرئيس الأمريكي رونالد ريغان. ولكن أمريكا تنتجها في إطار تصاميم خاصة للأسلحة النووية التي تنتمي إلى الجيل الثالث من الأسلحة النووية.
ونشرت جريدة RT الروسية مؤخرا ان الجيش الروسي يمتلك سلاح النبضة الكهرطيسية بتردد عالي يكفي لتعطيل المكونات الالكترونية لجميع الاسلحة.